# إنسوان (بني منصور)
إنسوان هي إحدى مشيخات المملكة المغربية، تتبع جغرافيا لإقليم شفشاون وإداريًا لبني منصور. يقدر عدد سكانها بـ 4275 نسمة حسب الإحصاء الرسمي للسكان والسكنى لسنة 2004.